# بلیکسلی
بلیکسلی (به انگلیسی: Blakesley) یک روستا و محله مدنی در بریتانیا است که در ساوت نورث‌همپتون‌شر واقع شده‌است. بلیکسلی ۵۰۸ نفر جمعیت دارد.